# Urvillea chacoensis
Urvillea chacoensis là một loài thực vật có hoa trong họ Bồ hòn. Loài này được Hunz. miêu tả khoa học đầu tiên năm 1978.